# Ujazd-Huby
Ujazd-Huby – wieś w Polsce, położona w województwie wielkopolskim, w powiecie grodziskim, w gminie Kamieniec, na zachód od miejscowości Ujazd.
W latach 1975–1998 wieś administracyjnie należała do województwa poznańskiego.